# إدغار ميخيا
إدغار ميخيا (بالإسبانية: Edgar Mejía)‏ هو لاعب كرة قدم مكسيكي في مركز الدفاع، ولد في 17 يوليو 1988 في غوادالاخارا في المكسيك. لعب مع كلوب ليون ونادي بويبلا ونادي سان لويس ونادي شيفاز يو إس أي ونادي غوادالاخارا.

## وصلات خارجية
- إدغار ميخيا على موقع الدوري الأمريكي (الإنجليزية)
- إدغار ميخيا على موقع قاعدة بيانات كرة القدم.إي يو (الإنجليزية)
- إدغار ميخيا على موقع Soccerway.com (الإنجليزية)